# Carl Philipp Vopelius
Carl Philipp Vopelius (* 31. Mai 1764 im Kloster Sion; † 17. Juli 1828 in Sulzbach/Saar) war ein deutscher Alaun- und Glasfabrikant.

## Leben
Vopelius wurde 1764 als Sohn des Klosterschaffners Carl Philipp Vopelius (1722–1791) und dessen Ehefrau Friedericke Schüttenhelm (1726–1772) geboren. Der junge Vopelius absolvierte eine Ausbildung zum Chemiker bzw. Mineralogen und zog um 1785/86 ins Saargebiet. Hier erwarb er Anteile an der Alaun- und Berlinerblaufabrik seines Schwagers Saueracker in Sulzbach. Im Jahr 1797 pachtete er die Mariannenthaler Glashütte gemeinsam mit seinen Schwagern Philipp Wagner und Ludwig Reppert, um 1800 auch die Rußhütte in Fischbach.
In den folgenden Jahren erweiterte er sein Unternehmen mehrfach wesentlich: Im Jahr 1807 erfolgte die komplette Übernahme der Blaufabrik mit seinem Schwager Johann Georg Appolt, zwei Jahre später erwarb er die Bittersalzfabrik in Schnappach, die er 1810 in eine Glashütte umwandelte, die vor allem Fensterglas produzierte. Im Jahr 1825 gründete er dann gemeinsam mit seinem Sohn Johann Ludwig und seinem Schwiegersohn Leopold Sello eine Glashütte in Luisenthal.
Vopelius war Mitglied des Kreisrates und der Casinogesellschaft Saarbrücken.
Nach seinem Tod im Jahr 1828 wurde er auf dem Friedhof in Sulzbach bestattet.

## Familie
Vopelius heiratete am 8. September 1795 in Dudweiler Charlotte Henriette Wagner (1775–1844), mit der er sieben Kinder bekam: Charlotte Sophie Caroline (1796–1864), Caroline (1798–1817), Johann Ludwig (1800–1846), Auguste Dorothee (1802–1883), Carl Gustav (1804–1804), Carl Wilhelm Remy (1808–1850), Johanna Luise Julie (1810–1867).

## Ehrungen
- Vopeliusstraße und Vopelius-Bad (Stadtbad) in Sulzbach